# مین پو-شیان
پو-شیان (لاتین‌نویسی هینگهوا: Pó-sing-gṳ̂/莆仙語; چینی ساده: 莆仙话; چینی سنتی: 莆仙話; پین‌یین: Púxiānhuà) یکی از زبان‌های چینی از شاخه مین است.
این زبان در استان فوجیان به ویژه در شهرهای پوتیان و شیانیو (که نام زبان از این دو شهر ریشه گرفته است) و بخش‌هایی از فوجو و کوانژو رایج است. گروه‌هایی از گویشوران پو-شیان در مالزی، اندونزی و سنگاپور نیز یافت می‌شوند. بین گویش‌های دو شهر پوتیان و شیانیو تفاوت‌های اندکی یافت می‌شود.